# Rosanów

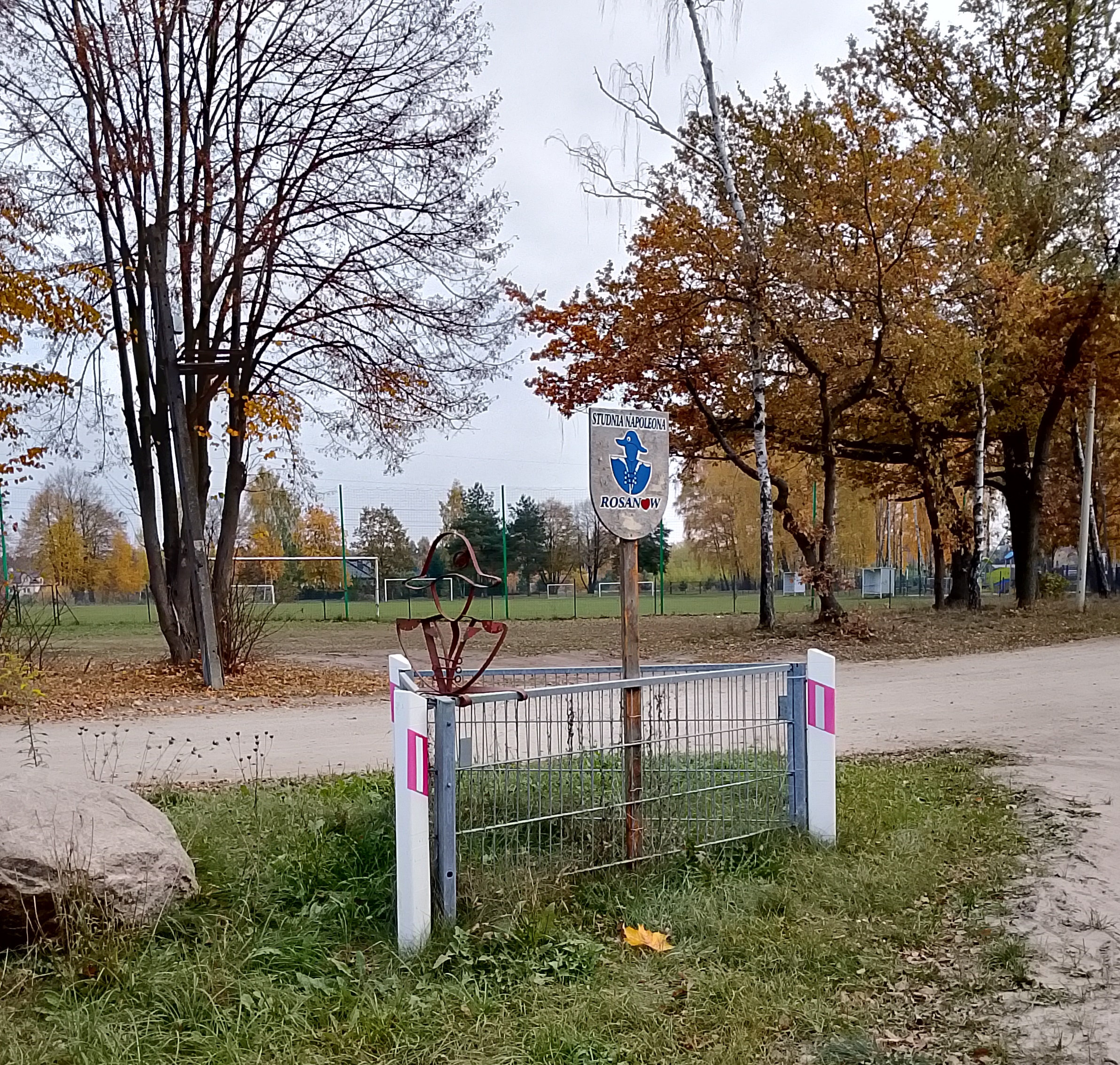
Studnia Napoleona w Rosanowie

Rosanów – wieś w Polsce położona w województwie łódzkim, w powiecie zgierskim, w gminie Zgierz. 
W latach 1975−1998 miejscowość administracyjnie należała do ówczesnego województwa łódzkiego.
W Rosanowie znajduje się cmentarz ewangelicki, na terenie którego zlokalizowana jest niewielka kwatera wojenna żołnierzy niemieckich z czasów I wojny światowej.
W okolicy Rosanowa znajdowały się przystanki Lućmierz i Emilia (Rosanów) podmiejskiej linii tramwajowej nr 46, Łódź (Zdrowie) – Zgierz – Ozorków, do 2017 roku obsługiwanej przez Miejskie Przedsiębiorstwo Komunikacyjne – Łódź Sp. z o.o.

## Przyroda
Obok Rosanowa we wsi Ciosny znajdują się źródła rzeki Ciosenki − największe i najwydajniejsze źródła w Polsce Środkowej.
Na terenie wsi znajduje się, utworzony w 1971 roku rezerwat przyrody „Ciosny” chroniący unikatowe skupisko wyjątkowo okazałych jałowców w wieku ok. 160 lat, rosnących na śródlądowych wydmach polodowcowych przedpola Wzniesień Łódzkich. Na powierzchni ok. 2.4 ha rośnie tu kilka tysięcy jałowców. Grubość pni niektórych okazów dochodzi do 5 centymetrów, a wysokość do 5–6 metrów.

## Sport
W sezonie 2024/25, w Rosanowie działały dwa kluby piłkarskie. W Klasie A, grupie: łódzkiej I występuje Rosa Rosanów, natomiast LKS Rosanów nie występuje obecnie w seniorskich rozgrywkach ligowych.